# Вилоубрук (округ Вил, Илиноис)
Вилоубрук (енгл. Willowbrook, Will County) насељено је место без административног статуса у америчкој савезној држави Илиноис.

## Демографија
По попису из 2010. године број становника је 2.076, што је 54 (-2,5%) становника мање него 2000. године.
| Група             | 2000.         | 2010.         |
| Белци             | 1.461 (68,6%) | 1.101 (53,0%) |
| Афроамериканци    | 538 (25,3%)   | 825 (39,7%)   |
| Азијати           | 22 (1,0%)     | 13 (0,6%)     |
| Хиспаноамериканци | 94 (4,4%)     | 117 (5,6%)    |
| Укупно            | 2.130         | 2.076         |